# یوگنی پطروسیان
یوگنی واهانی پطروسیان (پطروسیانتس) (ارمنی: Եվգենի Վահանի Պետրոսյան (Պետրոսյանց)؛ روسی: Евге́ний Вага́нович Петрося́н؛ زادهٔ ۱۶ سپتامبر ۱۹۴۵) نویسنده، کمدین، مجری تلویزیون، بازیگر، مجری، کارگردان، طنز نویس و بازیگر تلویزیون ارمنی‌تبار اهل روسیه است. وی از سال ۱۹۶۲ میلادی تا کنون فعالیت می‌کند.

## زندگی‌نامه
وی در ۱۶ سپتامبر ۱۹۴۵ در باکو به دنیا آمد . وی همچنین برنده جوایزی همچون هنرمند مردمی جمهوری شوروی فدراتیو سوسیالیستی روسیه شد.